# Hantutin
Hantutin (tiếng Ả Rập: حنتوتين) là một ngôi làng Syria nằm ở Maarrat al-Nu'man Nahiyah ở huyện Maarrat al-Nu'man, Idlib. Theo Cục Thống kê Trung ương Syria (CBS), Hantutin có dân số 1420 trong cuộc điều tra dân số năm 2004.